# Pièce commémorative
Une pièce commémorative est une pièce de monnaie au design particulier émise pour commémorer un événement spécifique. Pour la plupart, ces pièces ont été émises à partir des années 1960, mais il existe de nombreux exemples de pièces commémoratives antérieures à cette date. 
Beaucoup de pièces de cette catégorie servent uniquement à des fins de collection, même si certaines d'entre elles circulent dans le commerce. Un grand nombre de pièces thématiques sont régulièrement émises, mettant en évidence des monuments, des sites ou des personnalités historiques, des espèces animales menacées, etc.

## Catégories
Les pièces en euro peuvent appartenir à l'une de ces catégories suivantes :
- Les pièces en euro destinées à circuler, courantes. Elles sont destinées à être utilisées dans le commerce de tous les jours et sont généralement émises avec la même conception pour plusieurs années, par exemple les pièces en euros destinées à la circulation.

- Les pièces en euro destinées à circuler, commémoratives; elles sont destinées à être utilisées pour le commerce, mais la conception ne sont délivrés que pour un temps limité, est destiné à attirer une certaine attention à un événement précis ou d'une personne. Par exemple, la pièce commémorative de 2 euros, ou des 50 State Quarters aux États-Unis.

- Les pièces de collection (dites de collection) en euro. Elles ont cours légal que dans le pays d'émission et n'ont pas vocation à circuler ou être utilisées comme moyen de paiement mais à être thésaurisées[1]. Elles sont souvent produites en or ou en argent, parfois en finition belle épreuve : leur valeur réelle est supérieure à leur valeur faciale. Il s'agit, par exemple, des pièces en argent de 10 euros des Régions gravées par Joaquin Jimenez et diffusées en 2010 en France. Ou de la pièce « Feuille d'érable en or » canadienne ayant un thème de $200 CDN mais qui en réalité valait $1394,64 lors de sa frappe[2]; dans ce cas, la valeur réelle fluctue en fonction du cours de l'or.

## Historique

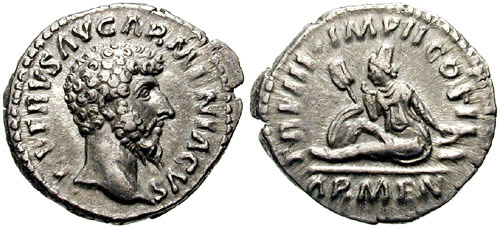
Pièce délivrée pendant le règne de l'empereur romain Lucius Verus (161-169) pour célébrer sa victoire contre Vologases IV de parthe.

Historiquement, les pièces émises par un état reflètent sa situation politique ou économique. De nombreuses pièces anciennes et pré-modernes commémorent des événements contemporains à l'époque de l'émission. Par exemple, les pièces romaines font souvent référence à des campagnes militaires et de la défaite des puissances étrangères : elles représentent symboliquement la subordination des territoires récemment conquis par Rome. Ces pièces sont des exemples de propagande politique, affichant souvent un fier guerrier soulevant une petite figure représentant l'ennemi vaincu. 
Tout au long de l'histoire, des pièces de monnaie ont été émises pour des occasions spéciales, sans nécessairement citer explicitement cette occasion. Dans certains cas, des fonds d'urgence ont été délivrés dans des conditions défavorables, comme les pièces d'urgence émises à Vienne en 1529, alors que la ville était assiégée par les troupes de l'Empire ottoman. En raison de la situation de l'époque, ces pièces sont souvent frappées sur des flans carrés, plutôt que le traditionnel cercle métallique puisque plus facile et rapide à produire. Ces pièces sont connues sous le nom de "monnaie obsidionale", ou "monnaie de siège". Les pièces peuvent aussi être émises dans le but spécifique du financement d'une campagne militaire, pour le paiement d'un tribut ou d'une indemnité de guerre par un seigneur féodal à son souverain. 
Au cours des derniers siècles, des pièces ont été spécialement frappées pour marquer le couronnement du nouveau monarque. Ces pièces sont connues comme des « Pièces de Largesse ». Ces monnaies ont été émises en Inde au cours de l'ère moghole (le « Nisar »), et en Europe à l'ère de l'absolutisme. En Europe, ces pièces étaient dispersées par le char royal pour attirer l'attention et les applaudissements du public. En Suède, les pièces de ce type ont été frappées au plus tard en 1873, sous le nom de « kastpenning ». 

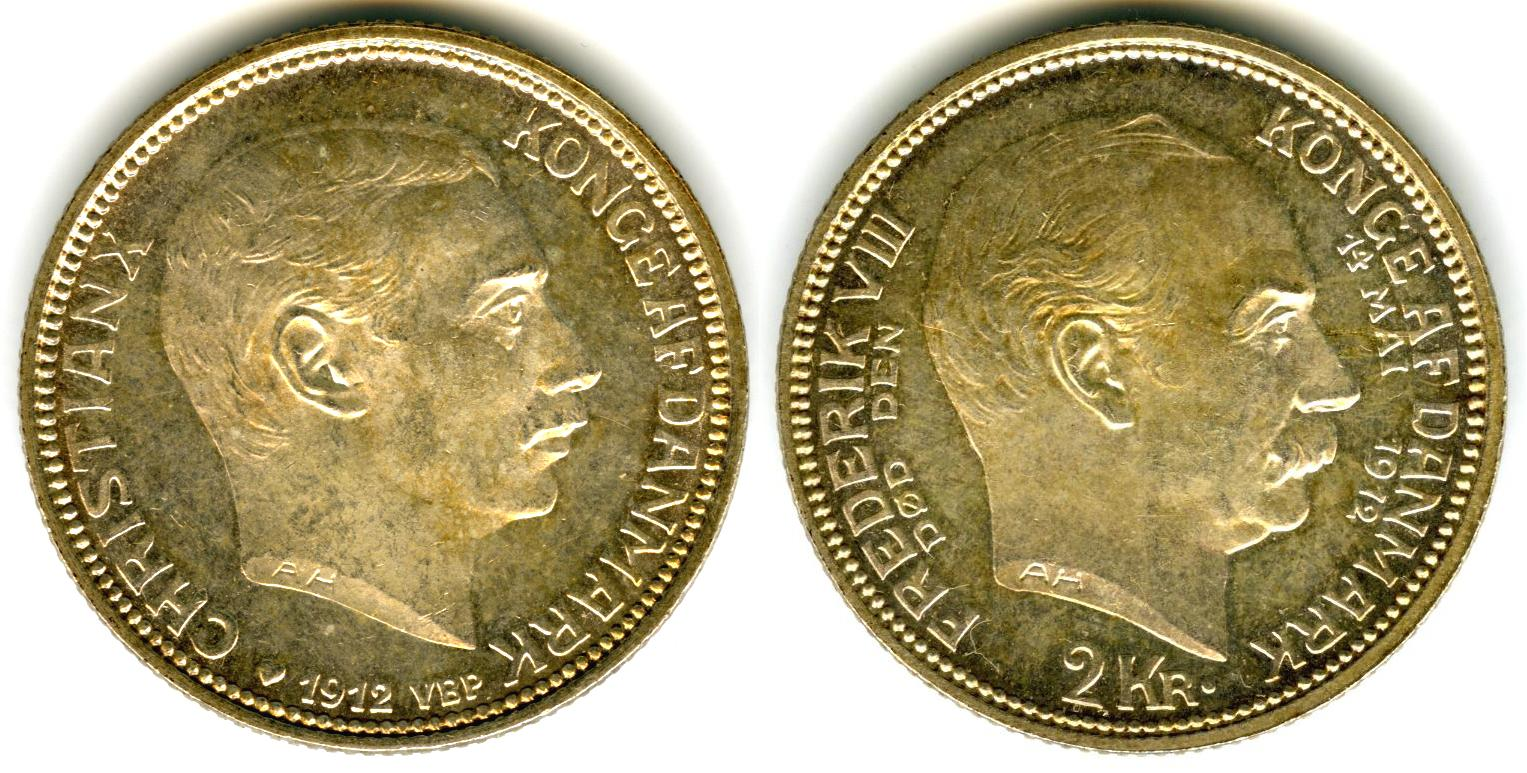
Deux couronne danoise (1912), de la commémoration de l'accession au trône au cours de cette même année du roi Christian X. Le père du roi, Frederik VIII, est représenté sur le revers.

 À l'époque de la formation des états-nations d'Europe, de plus en plus de pièces de monnaie spéciales commémorant explicitement divers événements ont été émises. Ces pièces sont souvent conçues pour créer une notion de nation, ou en l'honneur d'un monarque et de sa dynastie. Au cours des guerres napoléoniennes, un 1/6 rigsdaler (2 couronnes danoises = 1 rigsdaler) a été émis au Danemark à partir de contributions volontaires du public, destinées à financer la création d'une nouvelle flotte. Une autre pièce est le thaler prussien de 1871, commémorant la victoire de la guerre franco-prussienne, ouvrant la voie au roi de Prusse pour être couronné Empereur de la nation allemande unifiée. Après l'unification politique et monétaire de l'Allemagne, certains Länder allemands ont continué d'émettre des pièces spécifiques en certaines occasions, telles l'anniversaire d'un monarque au pouvoir. L'émission de ces pièces de monnaie est devenu commun dans toute l'Europe à la fin du XIXe siècle. Dans certains cas, elles sont même devenues des pièces de collection dès leur frappe. 
Avant la Seconde Guerre mondiale, les pièces commémoratives étaient toujours en métaux précieux. La Première Guerre mondiale et la crise économique mondiale des années 1930 provoquèrent la suppression temporaire ou définitive de la convertibilité des billets de banque pour les pièces d'argent et d'or. Peu à peu, l'émission des pièces courantes en métal précieux est devenue de plus en plus restreinte, et définitivement abandonnée vers 1970. Tandis que les pièces commémoratives de ces décennies ont continué d'être frappées principalement dans les métaux précieux, leur utilisation comme monnaie de circulation est devenue rare ou a cessé complètement. Cette catégorie de pièces de collection a été, dans certains cas, l'objet d'investissements financiers. Avec l'essor de la numismatique comme passe-temps pour un plus grand nombre de personnes dans les décennies suivant la seconde guerre mondiale, les pièces commémoratives furent de plus en plus appréciées pour leur esthétique, leur rareté et leur intérêt "événementiel". 

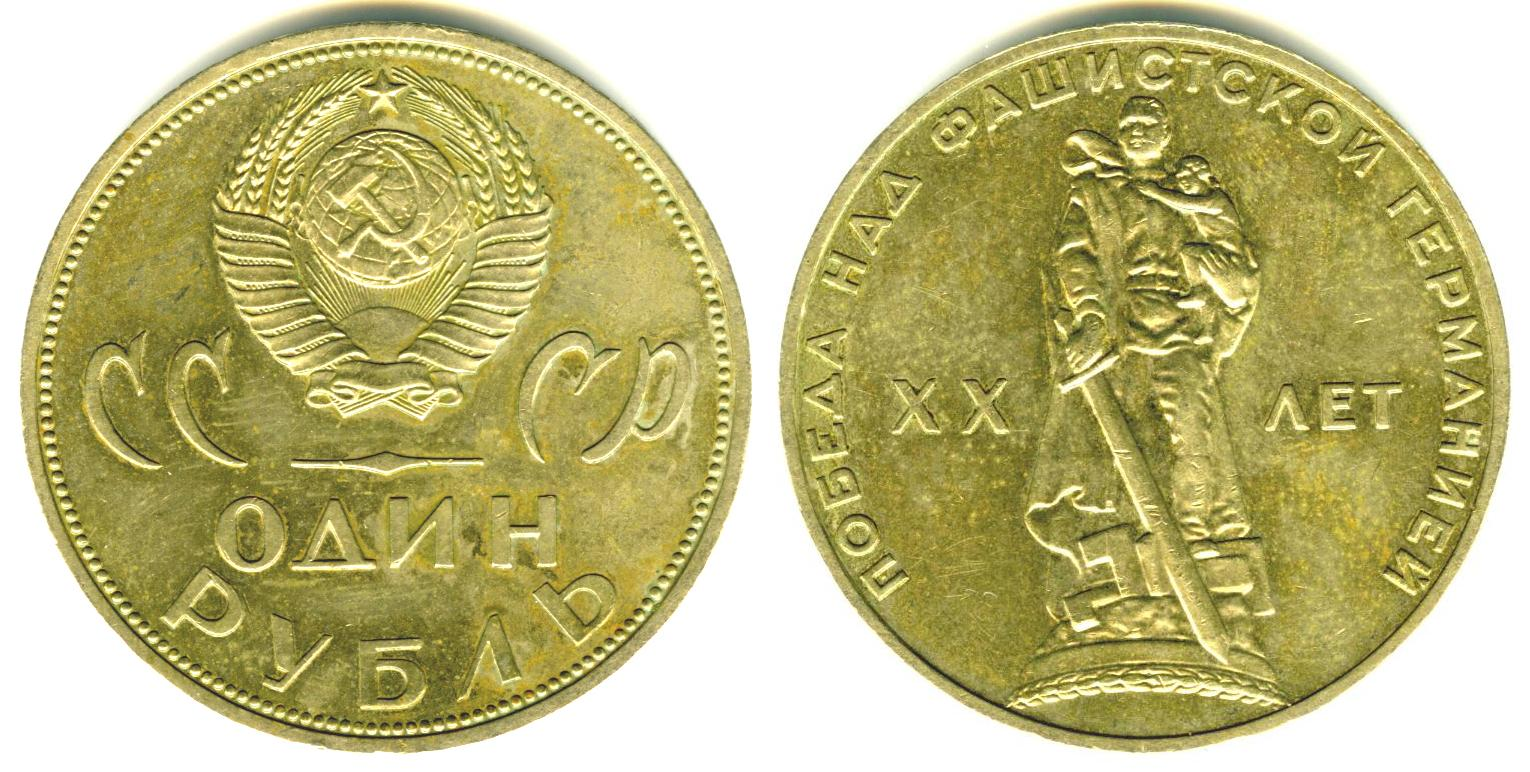
Rouble soviétique de 1965, commémorant le de la victoire lors de la Seconde Guerre mondiale. La pièce a été frappée à 60 millions d'exemplaires et a circulé en tant que monnaie.

 Le nombre de pays indépendants a augmenté rapidement depuis la seconde guerre mondiale, de même que le nombre de pièces de monnaie frappées. Les pays du tiers-monde ont, généralement, une très faible demande intérieure pour les pièces de collection, c'est pourquoi les commémoratives qu'ils émettent sont orientées vers le marché international. Ainsi, la République de l'Inde a fréquemment frappé des pièces commémoratives depuis les années 1960. 
Presque toutes les nations du monde ont émis des monnaies commémoratives. La France a, par exemple, frappé une pièce de 5 Francs gravée par Joaquin Jimenez et Frédéric Joubert pour le centenaire de la Tour Eiffel (pour sa qualité, cette pièce a reçu le prestigieux Prix « Coin of the Year 1989 »). 
Non seulement y a-t-il eu une augmentation rapide du nombre de pièces commémoratives émises, mais aussi l'ingéniosité et l'imagination en cause sont surprenantes : les pièces commémoratives (hors circulation) sont désormais pensables dans toutes les formes, dimensions et couleurs. Elles sont émises avec de l'émail de finition, des hologrammes, des incrustations de pierre, du verre, sous forme de puzzles et de nombreuses autres caractéristiques inhabituelles.